# Polskie Radio Katowice

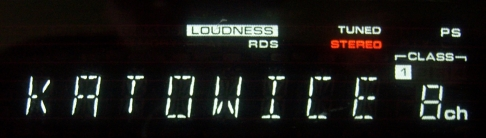
Radio Katowice auf UKW

Polskie Radio Katowice ist ein regionaler öffentlich-rechtlicher Hörfunksender des Polskie Radio für die Woiwodschaft Schlesien mit Sitz in Katowice.
Der Sender startete 1927 mit seinem Programm auf Mittelwelle 759 kHz mit 12 kW Sendeleistung. 1937 zog Radio Katowice in sein neues Gebäude. 1939 wurde die Sendeanlage der Nebensender Katowice (1231 kHz) des Reichssenders Breslau.
1998 wurde das Gebäude von Radio Katowice erweitert. 2005 wurde das neue Studio für Konzerte eröffnet.
Polskie Radio Katowice besitzt Lokalredaktionen in Częstochowa, Bielsko-Biała, Zawiercie und Gliwice. Polskie Radio Katowice besitzt ein Tonstudio und veröffentlicht auch Platten.